# Lyngsjön (Lyngsjö socken, Skåne)
Lyngsjön är en sjö i Kristianstads kommun i Skåne och ingår i Helge ås huvudavrinningsområde. Sjön är 6 meter djup, har en yta på 0,0539 kvadratkilometer och befinner sig 18 meter över havet. Lyngsjön ligger i Lyngsjön Natura 2000-område. Vid provfiske har bland annat abborre, gädda, mört och ruda fångats i sjön.

## Delavrinningsområde
Lyngsjön ingår i det delavrinningsområde (620268-139103) som SMHI kallar för Ovan Rambrobäcken. Medelhöjden är 26 meter över havet och ytan är 4,05 kvadratkilometer. Räknas de 13 avrinningsområdena uppströms in blir den ackumulerade arean 332,07 kvadratkilometer. Vramsån som avvattnar avrinningsområdet har biflödesordning 2, vilket innebär att vattnet flödar genom totalt 2 vattendrag innan det når havet efter 23 kilometer. Avrinningsområdet består mestadels av skog (11 %), öppen mark (24 %) och jordbruk (63 %). Avrinningsområdet har 0,05 kvadratkilometer vattenytor vilket ger det en sjöprocent på 1,2 %.

## Fisk
Vid provfiske har följande fisk fångats i sjön:
- Abborre
- Gädda
- Mört
- Ruda
- Sarv
- Sutare